# Caserne Werlé
La caserne Werlé est une ancienne caserne militaire située à Roanne. Inaugurée le 27 mai 1874, elle a été occupée par des hommes du 98e régiment d'infanterie. Désaffectée après la Première Guerre mondiale, certains bâtiments sont conservés et utilisés comme locaux de l'université Jean-Monnet-Saint-Étienne au sein du campus de Roanne.

## Histoire
Roanne se trouvant sur la route Paris-Lyon, la ville voit souvent le passage de troupes. Pour les accueillir, l'administration militaire décide en 1740 de construire un bâtiment pour héberger les troupes de passage. Le terrain est acheté, les fondations réalisées, le mur d'enceinte érigé, mais les travaux s'arrêtent là. Une échauguette de ce premier mur subsiste.
Peu utilisé, le terrain est provisoirement récupéré par la ville de Roanne, jusqu'en 1873. Les travaux redémarrent alors dans le contexte de la réorganisation des corps d'infanterie français. La caserne est inaugurée le 27 mai 1874.
La caserne Werlé doit son nom à François Jean Werlé, général de brigade français du Premier Empire, tué lors de la bataille d'Albuera.
Elle accueille une partie des troupes du 98e régiment d'infanterie (ou 139e régiment d'infanterie dans une ancienne appellation). Une autre partie de la troupe se trouvait à la caserne Combe, quai de la Livatte, toujours à Roanne.
Désaffectée après la Première Guerre mondiale, certains bâtiments sont conservés. Les pavillons d'entrée sont démolis en 1974. Ils sont utilisés par des associations, et accueillent depuis 1983 une antenne de l'université Jean-Monnet-Saint-Étienne. Le site est de nos jours connu sous le nom de campus Pierre-Mendès-France.